# Велс (Аляска)
Велс (англ. Wales) — місто (англ. city) в США, у зоні перепису населення Ноум штату Аляска. Населення — 168 осіб (2020). Це найзахідніше місто (або поселення будь-якого виду) на північноамериканському материку.

## Історія
Курган культури Бірнірк (від 500 до 900 н. е.) був виявлений поряд з Велсом та зараз є національним пам'ятником.

## Географія
Велс розташоване на відстані найзахіднішої точки американського материка на мисі Принца Уельського на західному краю півострова Сьюард, за 180 км на північий-захід від Нома і за 1001 км до північний захід від Анкориджа.
Велс розташований за координатами 65°36′51″ пн. ш. 168°4′52″ зх. д. / 65.61417° пн. ш. 168.08111° зх. д. (65.614193, -168.081118).  За даними Бюро перепису населення США в 2010 році місто мало площу 6,54 км², уся площа — суходіл. В 2017 році площа становила 5,97 км², з яких 5,97 км² — суходіл та 0,00 км² — водойми.

### Клімат
| Клімат : Велс                                              | Клімат : Велс | Клімат : Велс | Клімат : Велс | Клімат : Велс | Клімат : Велс | Клімат : Велс | Клімат : Велс | Клімат : Велс | Клімат : Велс | Клімат : Велс | Клімат : Велс | Клімат : Велс | Клімат : Велс |
| Показник                                                   | Січ.          | Лют.          | Бер.          | Квіт.         | Трав.         | Черв.         | Лип.          | Серп.         | Вер.          | Жовт.         | Лист.         | Груд.         | Рік           |
| Абсолютний максимум, °C                                    | 11,7          | 9,4           | 5,6           | 8,9           | 13,9          | 22,2          | 22,2          | 22,8          | 18,9          | 12,2          | 19,4          | 6,7           | 22,8          |
| Середній максимум, °C                                      | −13,8         | −15,4         | −14,8         | −8,9          | 0,1           | 6,3           | 11,1          | 10,6          | 6,7           | 0,3           | −5,6          | −12,3         | −2,9          |
| Середня температура, °C                                    | −16,1         | −19,2         | −18,6         | −12,4         | −2,5          | 3,6           | 8,6           | 8,3           | 4,7           | −1,9          | −8,6          | −15,7         | −5,7          |
| Середній мінімум, °C                                       | −21,5         | −22,9         | −22,3         | −15,9         | −5,1          | 0,8           | 6,1           | 6,1           | 2,7           | −4,1          | −11,7         | −19,1         | −8,9          |
| Абсолютний мінімум, °C                                     | −42,2         | −42,2         | −41,1         | −35,6         | −22,2         | −6,7          | −9,4          | −1,1          | −23,9         | −23,9         | −33,3         | −37,2         | −42,2         |
| Норма опадів, мм                                           | 10            | 11            | 12            | 7             | 14            | 19            | 37            | 62            | 51            | 36            | 17            | 13            | 290           |
| ---------------------------------------------------------- | ------------- | ------------- | ------------- | ------------- | ------------- | ------------- | ------------- | ------------- | ------------- | ------------- | ------------- | ------------- | ------------- |
| Джерело: NOAA (normals, 1971−2000), Weather.com (extremes) |               |               |               |               |               |               |               |               |               |               |               |               |               |

## Демографія
Згідно з переписом 2010 року, у місті мешкало 145 осіб у 43 домогосподарствах у складі 24 родин. Густота населення становила 22 особи/км².  Було 51 помешкання (8/км²).
Расовий склад населення:
| - 84,8 % — корінних американців - 6,2 % — білих |

До двох чи більше рас належало 9,0 %. Частка іспаномовних становила 0,0 % від усіх жителів.
За віковим діапазоном населення розподілялося таким чином: 35,9 % — особи молодші 18 років, 57,9 % — особи у віці 18—64 років, 6,2 % — особи у віці 65 років та старші. Медіана віку мешканця становила 25,4 року. На 100 осіб жіночої статі у місті припадало 130,2 чоловіків;  на 100 жінок у віці від 18 років та старших — 190,6 чоловіків також старших 18 років.
Середній дохід на одне домашнє господарство  становив 33 065 доларів США (медіана — 29 063), а середній дохід на одну сім'ю — 39 160 доларів (медіана — 36 250). За межею бідності перебувало 34,8 % осіб, у тому числі 46,9 % дітей у віці до 18 років та 10,0 % осіб у віці 65 років та старших.
Цивільне працевлаштоване населення становило 65 осіб. Основні галузі зайнятості: освіта, охорона здоров'я та соціальна допомога — 35,4 %, публічна адміністрація — 26,2 %, транспорт — 18,5 %.

## Освіта
Велс обслуговується Bering Strait School District.